# Станки (Покровське сільське поселення)
Станки (рос. Станки) — присілок Гагарінського району Смоленської області Росії. Входить до складу Покровського сільського поселення.
Населення — 21 особа. 